# Xiangjiaba-Talsperre
Der Bau der Xiangjiaba-Talsperre an der Grenze zwischen den Provinzen Sichuan (Yibin) und Yunnan (Shuifu) in China begann am 27. November 2006. Die Talsperre wurde am Jinsha Jiang („Goldsandfluss“; chin. Bezeichnung für den Oberlauf des Jangtsekiang) etwa 1000 Kilometer flussaufwärts des bekannten Drei-Schluchten-Projekts erstellt. Die Inbetriebnahme erfolgte 2014. Ihr Hauptzweck ist Erzeugung von Strom aus Wasserkraft; dafür ist ein Wasserkraftwerk mit 7798 MW vorgesehen. Die so gewonnene elektrische Energie wird über eigens dafür errichtete HGÜ Xianjiaba-Shanghai in den 2000 km entfernten Großraum von Shanghai übertragen. Es handelt sich um das zweite Projekt an diesem Fluss neben der Xiluodu-Talsperre, mit der ein Jahr zuvor begonnen wurde. Es zählt zu den leistungsstärksten Wasserkraftwerken Chinas.

## Bau und Betrieb
Mit dem Bau der 161 Meter hohen und 909,26 Meter langen Gewichtsstaumauer wurde 2008 begonnen.
Das Wasserkraftwerk entsteht seit 2009. Im Mai 2011 wurde das erste Turbinenlaufrad geliefert, mit dem 812 MW erzeugte werden können. Das Laufrad ist 406 Tonnen schwer, hat einen Durchmesser von 10,5 Metern und eine Höhe von 4,7 Metern. 
Im Juli 2012 waren die ersten Generatoreinheiten fertiggestellt.
Seit Oktober 2012 wird das Wasser in der Talsperre gestaut. Innerhalb von einer Woche sollte der Wasserspiegel von 280 Meter auf 354 Meter steigen. Der Wasserzufluss stabilisierte sich bei 15.000 Kubikmeter pro Sekunde. Bereits sechs Stunden nach dem Beginn der Wasserspeicherung fiel der Pegel im Drei-Schluchten-Stausee um 4 Zentimeter.
Mit einer der weltweit längsten HGÜ-Überlandverbindungen wird der erzeugte Strom vom Wasserkraftwerk in das über 2000 Kilometer entfernte Shanghai übertragen. Die Leitung wurde 2010 nach 30-monatiger Bauzeit in Betrieb genommen.
Weitere Zwecke der Talsperre sind: Hochwasserschutz, Bewässerung, Schifffahrt und Rückhalt von Schlamm und Sediment.
Das Projekt soll insgesamt ungefähr 6,3 Milliarden US-Dollar kosten. Die Gesamtkosten sollen laut FAZ für alle vier Dämme 200 Milliarden Yuan (24 Milliarden Euro) betragen.

## Auswirkungen auf Mensch und Umwelt
Für den Stausee sollten 88.000 bis 118.000 Menschen umgesiedelt werden.
Die lokale Regierung gab für den Kreis Suijiang eine Zahl von 40.100 Menschen an. Dort lagen sechs Städte in dem Gebiet, in dem der Stausee entstehen sollte. Im März 2012 kam es zu fünftägigen Massenprotesten wegen der Umsiedlungen. Die Einwohner wollten die Entschädigungsvereinbarungen nicht unterschreiben, da sie ihr Land und ihre Häuser für unterbewertet hielten.
Über 2.000 Menschen sperrten daraufhin die Hauptzufahrtsstraßen zum Landkreis ab, so dass es zu Lebensmittelengpässen kam. Der erste Versuch, die Protestierenden von einer vollständigen Auflösung der Blockade zu überzeugen, scheiterte. Zuletzt wurden mehr als 400 Polizisten eingesetzt, um ungefähr 300 Demonstranten, die weiterhin eine Kreuzung und eine Brücke sperrten, zum Abbruch der Proteste zu bewegen. Nach 5 Tagen konnte die öffentliche Ordnung wiederhergestellt werden.
Aufgrund eines Erdrutschs in der Nähe des Staudamms, verloren im Juni 2010 mehr als 250 Dorfbewohner ihre Häuser. Nach Angaben der lokalen Behörden war der Erdrutsch auf den Bau einer Straße oberhalb des Dorfs zurückzuführen. Allerdings berichteten Anwohner, dass die Zahl und die Gefährlichkeit der Erdrutsche seit Baubeginn des Damms deutlich zugenommen habe.